# Piano Manstein
Il piano Manstein è stato il piano di guerra dell'esercito tedesco durante la prima fase della campagna di Francia del 1940.

## Il piano
Sviluppato dal Generalleutnant Erich von Manstein il piano modificava la precedente strategia (chiamata Fall Gelb), elaborata da Franz Halder, per invasione della Francia.
Il piano Manstein può essere considerato coma la risposta tedesca al piano Dyle, il piano operativo predisposto nel 1940 dall'Alto comando delle Forze Armate francesi, sotto la direzione del generale Maurice Gamelin, per rispondere ad una possibile offensiva della Wehrmacht sul confine francese.
Originariamente il piano predisposto da von Manstein prevedeva un attacco particolarmente violento verso il Nord della Francia con un impiego di un numero limitato di divisioni corazzate per proteggere il fianco sinistro del movimento.
Il 17 febbraio 1940 il generale von Manstein illustrò il suo piano ad Hitler a Berlino durante un pranzo con Alfred Jodl ed Erwin Rommel.
Nonostante il piano fosse convincente, Hitler provò un'immediata antipatia per von Manstein e chiese ad Halder di elaborarne una nuova versione (Aufmarschanweisung N°4, Fall Gelb).
Questa ulteriore e definitiva modifica prevedeva che il Gruppo d'Armate A avrebbe attaccato attraverso le Ardenne ed il Belgio del Sud. Dopo aver attraversato il fiume Mosa tra Namur e Sedan, il Gruppo d'Armate A si sarebbe diretto a nord-ovest verso Amiens. Nel frattempo il Gruppo d'Armate B avrebbe fatto finta di attaccare a nord per confondere il nemico.
Il piano di von Manstein viene spesso considerato come un punto di svolta nella dottrina militare tedesca ed è il più spettacolare esempio di “guerra lampo” (Blitzkrieg)